# Gele kabbes
Gele kabbes  (Vatairea guianensis Aubl. syn. V. surinamensis Kleinhoonte) is een bladverliezende boomsoort die 30 meter hoog kan worden. De stam kan 60–90 cm in doorsnee worden met lage plankwortels.
Het verspreidingsgebied lig in noordelijk Zuid-Amerika: Peru, Brazilië, de Guiana's, Venezuela en Colombia.
Het is een boom van het regenwoud, vooral bij rivieren, soms ook in moerassen.
Het hout en de vruchten zijn giftig. Dit geldt waarschijnlijk voor alle delen van de boom. Stof dat ontstaat bij het zagen kan allergieën veroorzaken.

## Lectine
De zaden bevatten een lectine dat VGL genoemd wordt. Het is een eiwitmolecule dat 239 aminozuren bevat. Het heeft bloedvatverwijdende eigenschappen.

## Het hout afbeelding
De dichtheid van het verse hout is 1,09 g/cm3 Na droging (12% MC) 0,83 g/cm3.
Het kernhout is helder geel, maar kan bij blootstelling aan de lucht lichtbruin tot roodbruin verkleuren. De textuur is grof, de nerf recht tot lichtelijk in elkaar grijpend. Het hout wordt voor decoratie, meubels, planken, schepen, fabrieksvloeren en dergelijke gebruikt.
Productie van industrieel rondhout in m3 in Suriname:
| 2014  | 2015  | 2016  |
| ----- | ----- | ----- |
| 2.122 | 1.853 | 2.656 |